# Goght
Goght (in armeno Գողթ?, in passato Goghot) è un comune dell'Armenia di 2 135 abitanti (2009) della provincia di Kotayk'.

## Galleria d'immagini

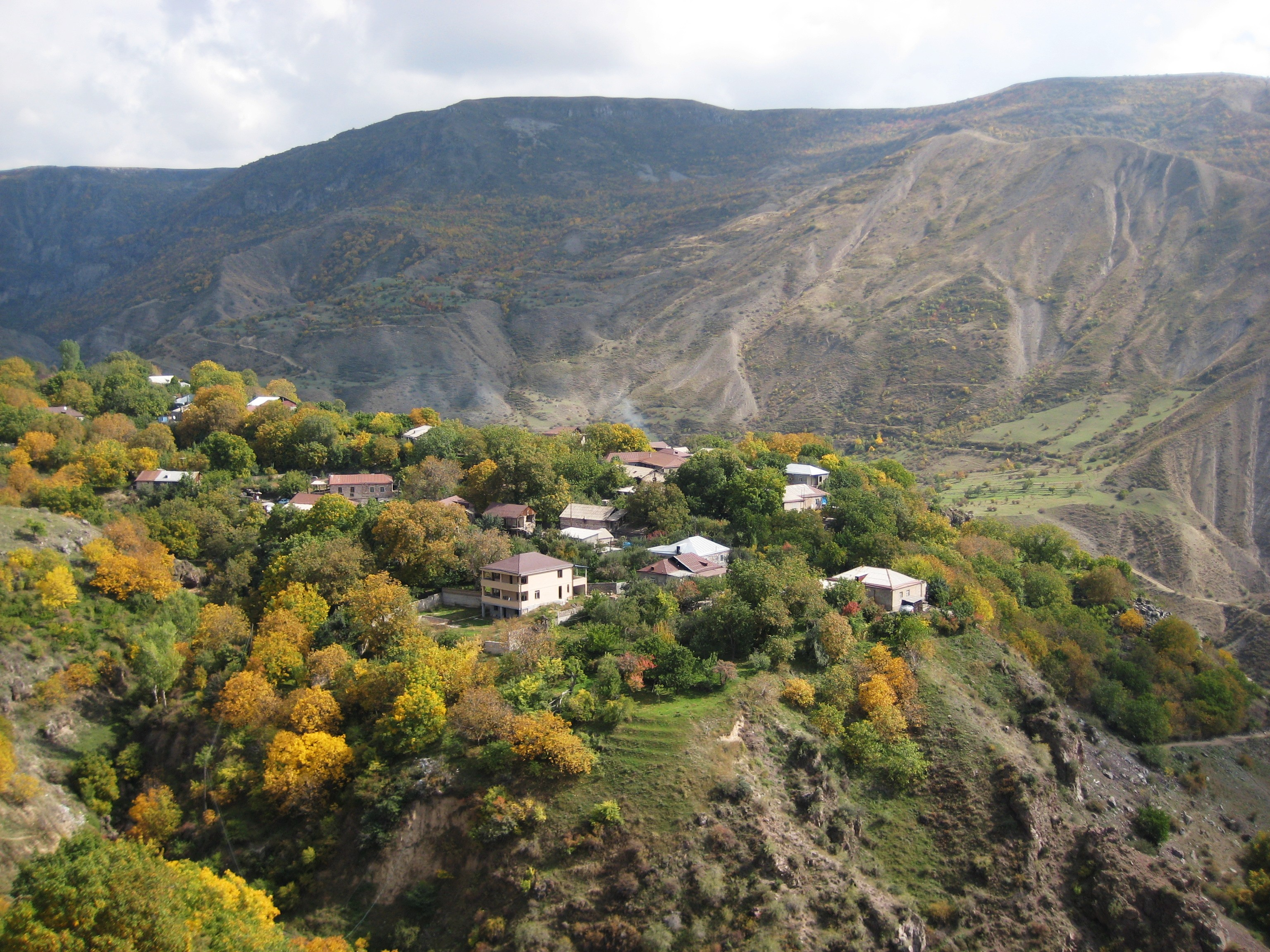
Panorama del villaggio
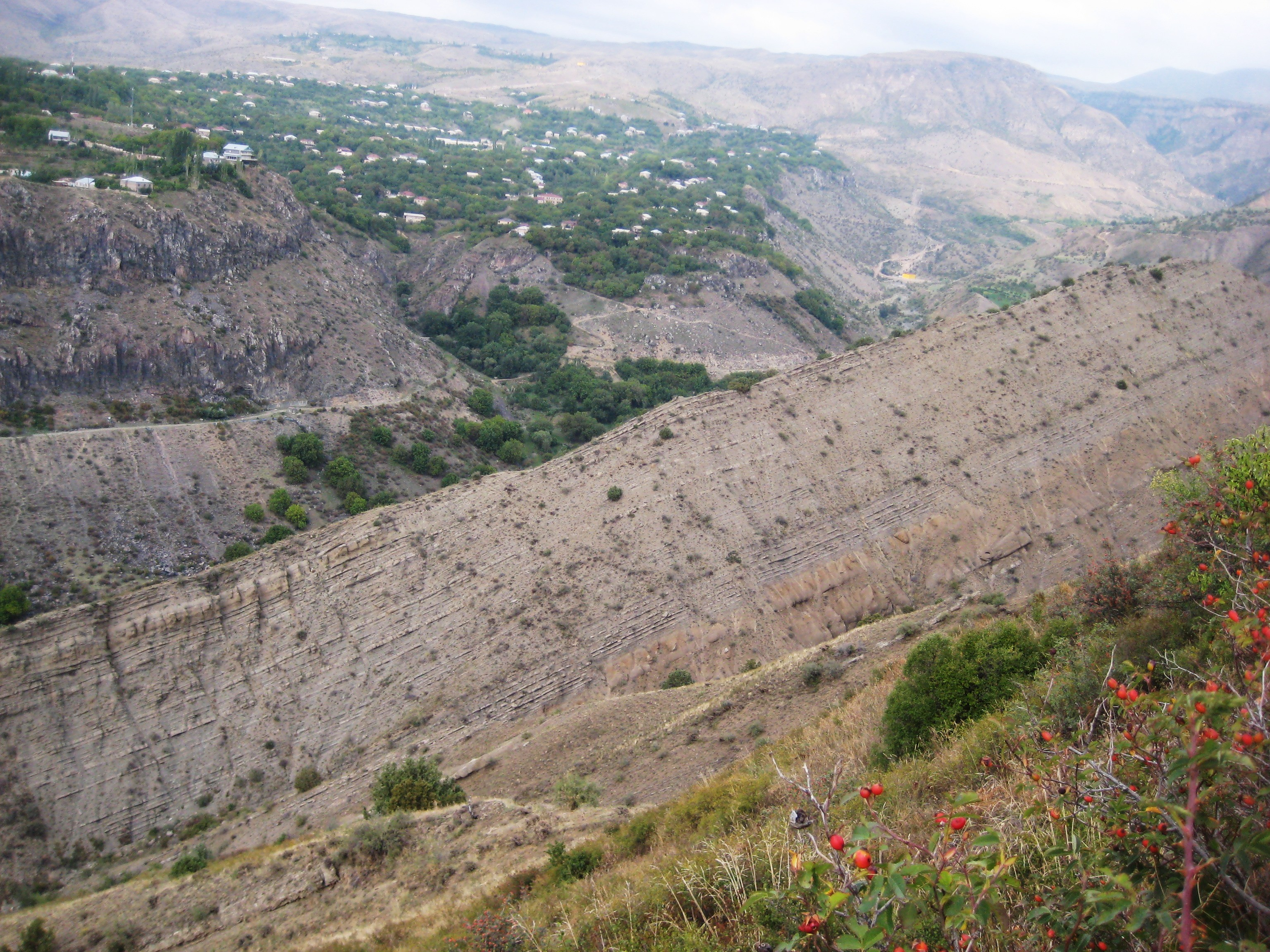
Goght vista dal monastero di Havuts Tar
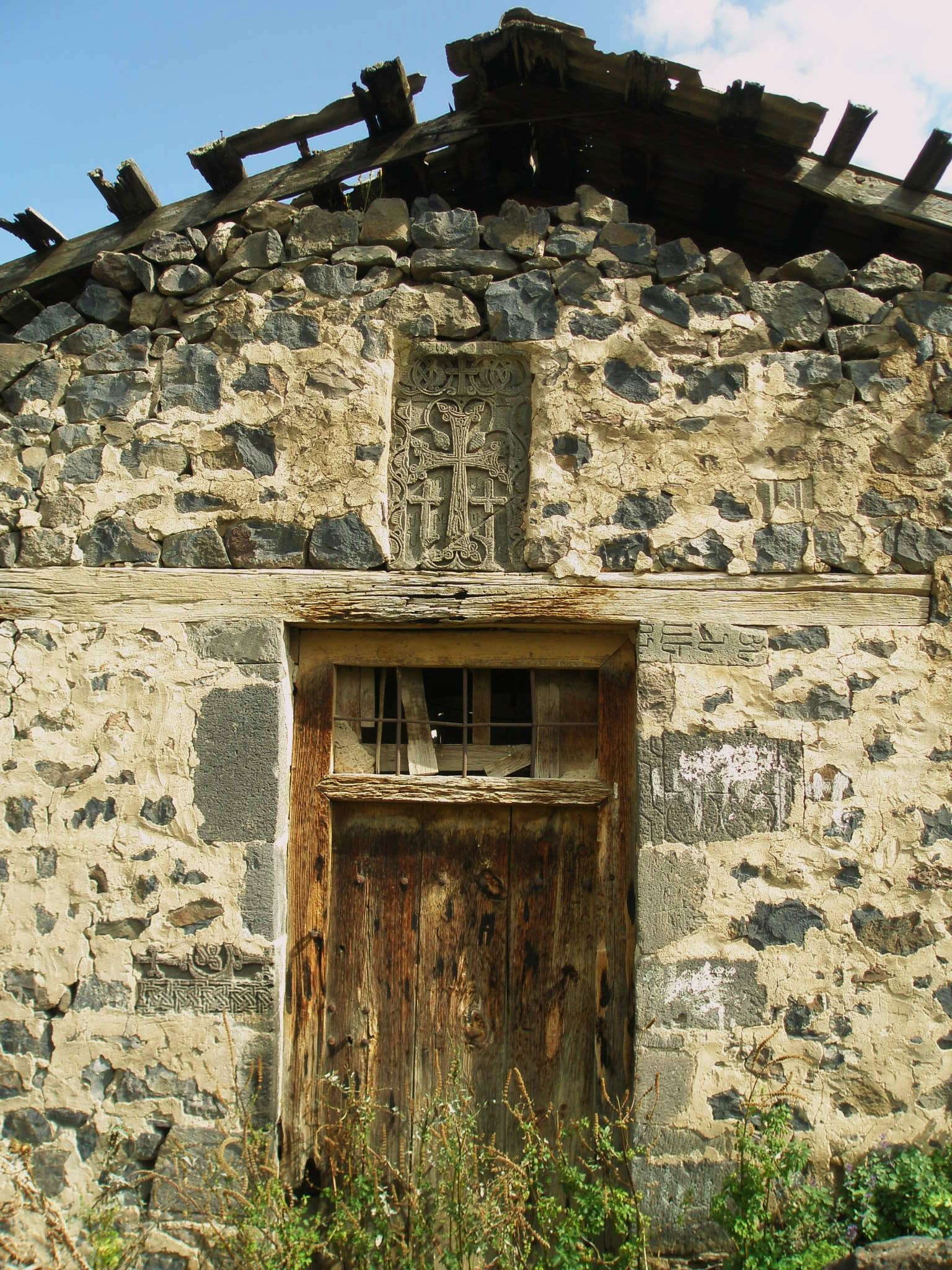
Una delle porte principali della chiesa di Goght
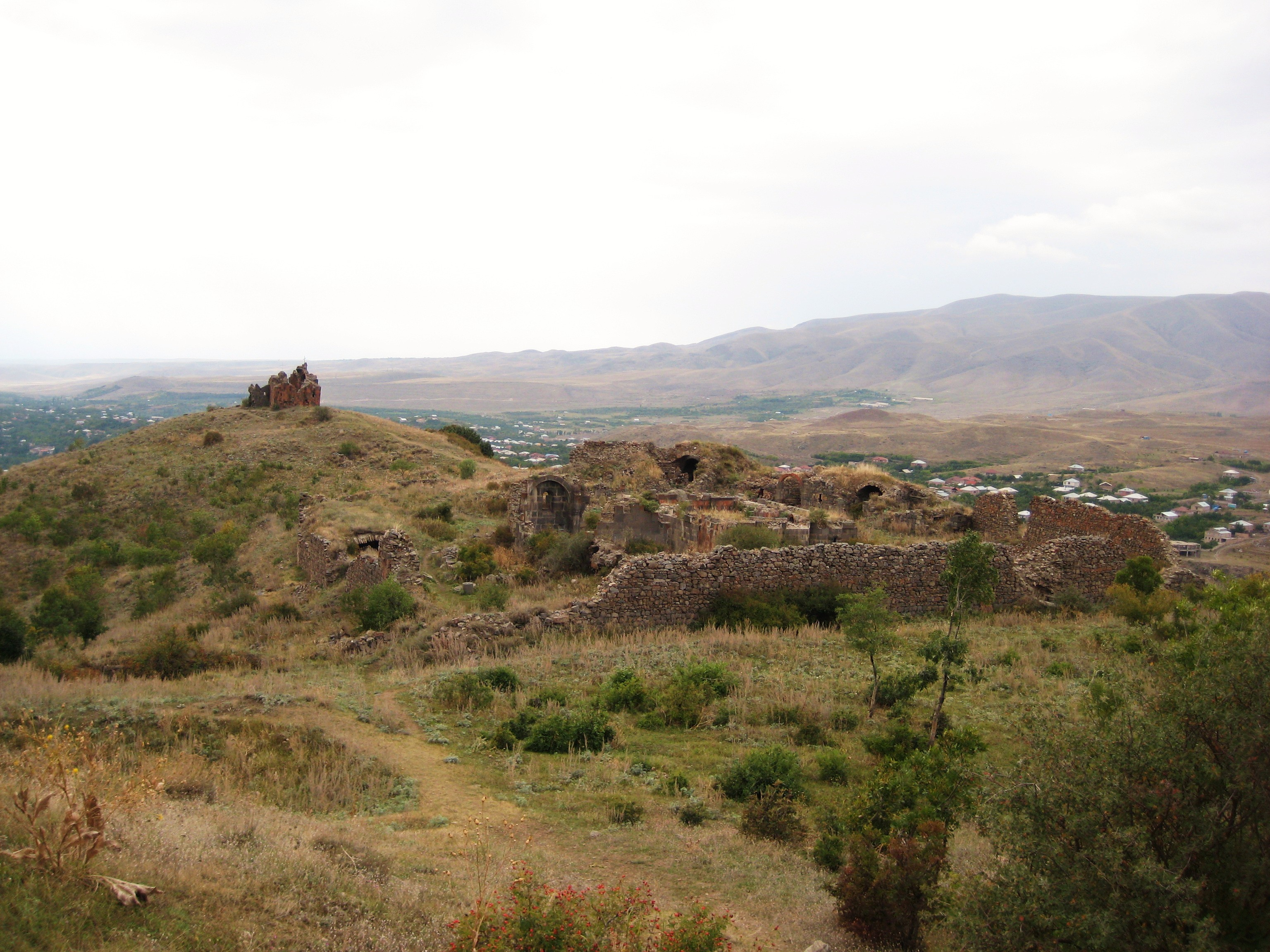
Il complesso monastico di Havuts Tar